# Xã Green, Quận Forest, Pennsylvania
Xã Green (tiếng Anh: Green Township) là một xã thuộc quận Forest, tiểu bang Pennsylvania, Hoa Kỳ. Năm 2010, dân số của xã này là 522 người.